# طه
سوره طه در مکه نازل شده و مکی است.

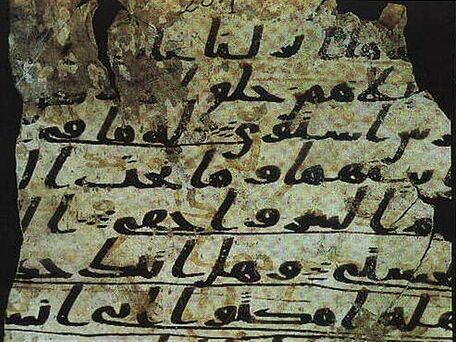
نسخه خطی آیات ۳ تا ۱۰ سوره طه

این سوره، اولین سوره‌ای است که ماجرای موسی را به تفصیل بیان نموده و حدود هشتاد آیه را بدان اختصاص داده‌است. بخشی از آن نیز در مورد عظمت قرآن و صفات خداوند و بخشی در ارتباط با سرگذشت آدم و حوا و وسوسه شیطان است و در پایان اندرزهای بیدار کننده‌ای را بیان می‌دارد.
نام دیگر سوره طه (طاها) «کلیم» است؛ چون در آن دربارهٔ موسی و چگونگی گفتگویش با خداوند سخن گفته شده‌است.

این سوره با حروف مقطعه (طا و هاء) آغاز شده (یازدهمین سوره‌ای است که حروف مقطعه‌دار آغاز شده) و به همین دلیل طاها نام دارد.
طبق نظر مفسران کتاب تفسیر نمونه این سوره از ۶ بخش زیر تشکیل شده‌است:

در بخش اول: اشاره کوتاه به عظمت قرآن و بخشی از صفات جلال و جمال پروردگار.

بخش دوم: بیش از ۸۰ آیه را در بر می‌گیرد که از داستان موسی سخن می‌گوید.

بخش سوم: بخشهایی دربارهٔ معاد و خصوصیات رستاخیز.

بخش چهارم: سخن از قرآن و عظمت آن.

بخش پنجم: سرگذشت آدم و حوا را در بهشت و سپس ماجرای وسوسه ابلیس و سرانجام هبوط آنها به زمین

بخش آخر: نصیحت و اندرزهای بیدار کننده‌ای برای مؤمنان.